# ردود الفعل المحلية على اقتحام مبنى الكابيتول في الولايات المتحدة 2021

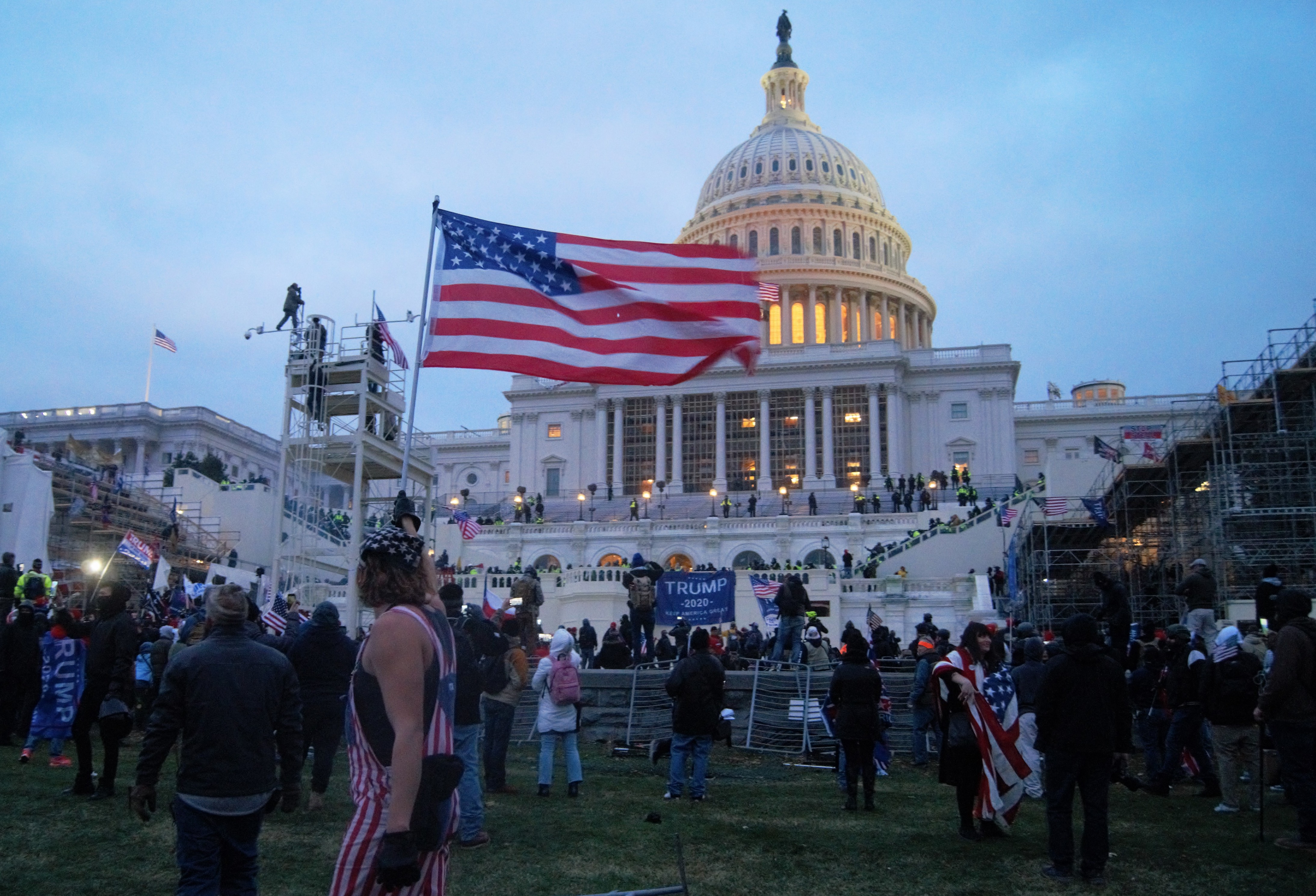

قدم العديد من الشخصيات الإعلامية ومحطات الأنباء، والمسؤولين الفيدراليين والعاملين السابقين والحاليين، بالإضافة إلى الشركات في الولايات المتحدة ردود أفعالهم على اقتحام مبنى الكابيتول في الولايات المتحدة في السادس من يناير لعام 2021.

## الرئيس ترامب

### خلال أعمال الشغب
بعد الساعة 2:00 بعد الظهر بقليل، حيث كانت أعمال الشغب مستمرة وبعد إجلاء أعضاء مجلس الشيوخ من قاعة مجلس الشيوخ، أجرى ترامب اتصالات مع أعضاء مجلس الشيوخ الجمهوريين (أولًا مايك لي من ولاية يوتا، ثم تومي توبرفيل من ألاباما)، طالبًا منهم تقديم المزيد من الاعتراضات على فرز الأصوات الانتخابية لمحاولة إلغاء الانتخابات. في الساعة 2:47 مساءً، غرد ترامب عندما اشتبك أنصاره بعنف مع الشرطة في مبنى الكابيتول: يرجى دعم شرطة الكابيتول وإنفاذ القانون. إنهم حقًا إلى جانب بلدنا. ابقوا سلميين! ذكرت واشنطن بوست لاحقًا أن ترامب لم يرغب في تضمين عبارة (ابقوا سلميين).
كان ترامب في الجناح الغربي للبيت الأبيض في ذلك الوقت. قال مستشار مقرب من ترامب إن الرئيس لا يتلقى مكالمات هاتفية كثيرة. أوضح المستشار أنه عندما يشاهد ترامب التلفزيون، فإنه قد يوقف البرنامج مؤقتًا لإجراء مكالمة هاتفية في حال كان مسجلًا، ولكن إذا كان البث التلفزيوني مباشر، فإنه يشاهده، وكان يشاهده فقط من أجل الاستكشاف.
بحلول الساعة 3:10 مساءً، كان الضغط يتزايد على ترامب لإدانة المؤيدين المنخرطين في أعمال الشغب؛ دعته أليسا فرح -مديرة الاتصالات السابقة في إدارة ترامب- إلى إدانة هذا الحدث على الفور وكتبت: أنت الوحيد الذي سوف يستمعون إليه. بحلول الساعة 3:25 مساءً، غرد ترامب: أنا أطلب من الجميع في مبنى الكابيتول الأمريكي أن نبقى مسالمين. لا عنف! تذكروا، نحن حزب القانون والنظام - نحترم القانون ورجالنا ونسائنا العظماء باللون الأزرق لكننا لم ندعو إلى تفرقة الحشد. بحلول الساعة 3:40 مساءً، دعا عدد من الجمهوريين في الكونغرس ترامب إلى إدانة العنف بشكل أكثر تحديدًا ودعوة مؤيديه لإنهاء احتلال الكابيتول: قال زعيم الأقلية في مجلس النواب كيفن مكارثي (جمهوريًا - كاليفورنيا) إنه تحدث إلى ترامب وطلب منه تهدئة الأفراد؛ نشر السيناتور ماركو روبيو (جمهوري من فلوريدا) تغريدة أخبر فيها ترامب أنه من الضروري المساعدة في استعادة النظام عن طريق إرسال الموارد لمساعدة الشرطة ومطالبة أولئك الذين يفعلون ذلك بالتنحي؛ وقال النائب مايك غالاغر (جمهوري من ولاية ويسكنسن)، في رسالة فيديو موجهة إلى ترامب: ألغيه. على عكس ترامب، الذي دعا أنصاره فقط إلى البقاء سلميين، دعا بنس إلى إنهاء اقتحام الكابيتول على الفور.
أخبر ليندسي جراهام صحيفة واشنطن بوست لاحقًا أن الأمر استغرق ترامب بعض الوقت لتقدير خطورة الموقف ... [هو] رأى هؤلاء الأشخاص حلفاء في رحلته ومتعاطفين مع فكرة أن الانتخابات سُرقت.
بحلول الساعة 3:50 مساءً، قالت السكرتيرة الصحفية للبيت الأبيض كايلي ماكناني أنه قد نُشر الحرس الوطني وخدمات الحماية الفيدرالية الأخرى. الساعة 4:06 مساءً عبر التلفزيون الوطني، دعا الرئيس المنتخب بايدن الرئيس ترامب لإنهاء أعمال الشغب. في الساعة 4:22 مساءً، أصدر ترامب رسالة فيديو على وسائل التواصل الاجتماعي تم حذفها لاحقًا بواسطة تويتر وفيسبوك ويوتيوب أشاد فيها بمؤيديه وكرر مزاعمه بتزوير الانتخابات قائلًا: كانت هذه انتخابات مزورة، لكن لا يمكننا أن نلعب بين أيدي هؤلاء الناس. علينا أن ننعم بالسلام، فاذهبوا إلى المنازل، نحبكم. أنتم مميزون للغاية. لقد رأيتم ما يحدث. ترون الطريقة التي يعامل بها الآخرون على نحو سيئ للغاية وشرير جدًا. أعرف ما تشعرون به. لكن، اذهبوا إلى المنزل بسلام.
في الساعة 6:25 مساءً، غرد ترامب قائلًا: هذه هي الأشياء والأحداث التي تحدث عندما يُجرد فوز ساحق في الانتخابات بشكل غير رسمي ووحشي من الوطنيين العظام الذين عوملوا معاملة سيئة وغير عادلة لفترة طويلة، ثم قال: عودوا إلى المنزل بالحب والسلام. تذكروا هذا اليوم إلى الأبد!
في الساعة 7:00 مساءً، أجرى رودي جولياني مكالمة ثانية على رقم لي وترك بريدًا صوتيًا موجهًا إلى توبرفيل يحثه على تقديم مزيد من الاعتراضات على الأصوات الانتخابية كجزء من محاولة لإبطائها. قال جولياني: أعلم أنهم يجتمعون مجددًا في الساعة الثامنة الليلة، لكن ... الإستراتيجية الوحيدة التي يمكننا اتباعها هي الاعتراض على العديد من الدول وإثارة القضايا حتى ندخل غدًا - من الناحية المثالية حتى نهاية الغد.

### بعد أعمال الشغب
بعد فترة وجيزة من تصديق الكونغرس على فوز بايدن، أصدر نائب رئيس موظفي ترامب للاتصالات ومدير وسائل التواصل الاجتماعي دان سكافينو، بيانًا من ترامب قال فيه: على الرغم من أنني لا أتفق تمامًا مع نتيجة الانتخابات -والحقائق تؤكد ذلك- ومع ذلك، سوف يكون هناك انتقال منظم في 20 يناير. لقد قلت دائمًا إننا سنواصل معركتنا لضمان احتساب الأصوات القانونية فقط. وبينما يمثل هذا نهاية أعظم فترة ولاية في تاريخ الرئاسة، لكنها مجرد بداية نقاتل من أجل جعل أمريكا عظيمة مرة أخرى!
في بيان بالفيديو صدر في 7 يناير، أدان ترامب أعمال العنف في مبنى الكابيتول، قائلًا إنه سوف يتم تنصيب إدارة جديدة، وهو ما كان يُنظر إليه على نطاق واسع على أنه تنازل، وأن تركيزه يتحول الآن إلى ضمان إدارة سلسة ومنظمة، وانتقال سلس للسلطة إلى إدارة بايدن. ذكرت مجلة فانيتي فير أن ترامب كان مقتنعًا جزئيًا على الأقل بفعل ذلك من قبل السيناتور ليندسي جراهام، الذي أخبر ترامب أن عددًا كافيًا من أعضاء مجلس الشيوخ الجمهوريين سيدعمون عزله من منصبه ما لم يتنازل. حاولت السكرتيرة الصحفية للبيت الأبيض كايلي ماكناني إبعاد الإدارة عن سلوك المشاغبين في بيان متلفز في وقت سابق من اليوم. في 9 يناير، ذكرت صحيفة نيويورك تايمز أن ترامب أبلغ مساعديه في البيت الأبيض بأنه يأسف لالتزامه بانتقال منظم للسلطة ولن يستقيل من منصبه أبدًا.
قوبل اعتراف ترامب بهزيمته الانتخابية بمعارضة وتردد من بعض أنصاره. قال المعلقون السياسيون المؤيدون لترامب واليمين المتطرف نيك فوينتيس وكاساندرا فيربانكس إن ترامب ألقى بمؤيديه تحت الحافلة، بينما أجرى منظرو مؤامرة (كيو أنون) قراءة عددية للطوابع الزمنية في بيان فيديو ترامب واعتبروا أن هناك سرًا رسالة مشفرة سلطت بوليتيكو الضوء على مستخدمي بارلر المؤيدين لترامب سابقًا الذين وصفوا ترامب بأنه (دسار).
أفاد موقع أكسيوس أن ترامب تحدث مع كيفن مكارثي في 11 كانون الثاني (يناير)، وأخبر مكارثي أن شعب أنتيفا اقتحم مبنى الكابيتول؛ قال له مكارثي إنها حركة (جعل أمريكا عظيمة مرة أخرى، إشارة إلى أنهم مناصرو ترامب). أعرف، كنت هناك. كما اشتكى ترامب إلى مكارثي من تزوير الانتخابات، ما دفع مكارثي للرد أن الانتخابات قد انتهت.
في 12 يناير، في أول ظهور علني له منذ أحداث الشغب في الكابيتول، ندد ترامب بالعنف لكنه نفى مسؤوليته عن تحريض الغوغاء قائلًا إن تصريحاته في مسيرة أنقذوا أمريكا كانت مناسبة تمامًا.
في 13 يناير، بعد ساعات من مساءلته الثانية، كرر ترامب إدانته للعنف في بيان بالفيديو. ولم يعلن مسؤوليته عن أعمال الشغب. في أعقاب تعليق حساباته على مواقع التواصل الاجتماعي، ندد بالاعتداء غير المسبوق على حرية التعبير الذي شهدناه في الأيام الأخيرة، قائلًا: نحن بحاجة الآن إلى الاستماع إلى بعضنا البعض، وليس إسكات بعضكم البعض.